# Skovkarpaterne
Udtrykket Skovkarpaterne (ukrainsk: Лісисті Карпати; polsk: Karpaty Lesiste; ungarsk: Erdős-Kárpátok; tysk: Waldkarpaten) refererer til en gruppe af bjergkæder, der udgør den centrale del af de østlige Karpater, der dækker både indre og ydre områder af denne del. Begrebets geografiske udstrækning varierer, da det bruges i henhold til forskellige klassifikationer og terminologiske konventioner. Det er traditionelt og mest almindeligt anvendt på en bredere gruppe af bjergkæder, der omfatter alle bjerge inden for den centrale del af de ydre østlige Karpater, inklusive østlige beskider med polonynske beskider, og også alle bjerge inden for den nordlige del af de indre østlige karpater, inklusive Vihorlat-Gutin-området og Maramureș-Rodna-området. I den forstand strækker Skovkarpaterne sig fra det sydøstlige hjørne af Polen og det fjerne østlige hjørne af Slovakiet gennem de vestlige dele af Ukraine, der omfatter alle de ukrainske Karpater, og fortsætter ind i den nordlige region af Rumænien.